# Kevin Plawecki
Kevin Jeffrey Plawecki (né le 26 février 1991 à Carmel, Indiana, États-Unis) est un receveur des Red Sox de Boston de la Ligue majeure de baseball.

## Carrière
Joueur des Boilermakers de l'université Purdue, Kevin Plawecki est un choix de première ronde des Mets de New York en 2012 au repêchage amateur de 2012. L'un de deux athlètes choisis par les Mets au premier tour cette année-là après Gavin Cecchini (12e sélectionné au total), Plawecki est le 35e nommé et est une sélection que le club new-yorkais obtient en compensation de la perte d'un de ses joueurs, José Reyes, qui avait rejoint une autre équipe après être devenu agent libre. Plawecki apparaît au début 2015 au 68e rang du palmarès annuel des 100 meilleurs joueurs d'avenir dressé par Baseball America.
Il fait ses débuts dans le baseball majeur avec les Mets de New York le 21 avril 2015 face aux Braves d'Atlanta et récolte deux coups sûrs, dont son premier en carrière aux dépens du lanceur Trevor Cahill.